# Caprimulgus indicus
El chotacabras de jungla o chotacabra del monte  (Caprimulgus indicus) es una especie de ave caprimulgiforme de la familia Caprimulgidae, encontrados en la India y en Sri Lanka. Se encuentra principalmente a las afueras de los bosques, donde se ve o se oye en la oscuridad. La taxonomía de esta y otras chotacabras relacionadas es compleja y una variedad de tratamientos han venido apareciendo al cubrir esto y otros varios chotacabras en la región asiática. Anteriormente se llamó chotacabras gris o chotacabras indio de jungla y, a veces, era incluido en el chotacabras gris del este asiático (C. jotaka) como una subespecie.

## Descripción
El chotacabras de jungla es de aproximadamente 21 hasta 24 cm de largo, siendo la población de Sri Lanka (ssp. Kelaarti) la más pequeña en tamaño. Principalmente gris con rayas negras en la coronilla, le hace falta un parche rojizo visible del ala. La cola es grisácea con franjas negras estrechas bien separadas. El macho tiene un parche blanco en la garganta que se divide en el medio. La hembra tiene una mancha rojiza en la garganta y rayas bajo la barbilla. El llamado usual es una serie de notas «thacoo» o «chuck» (a razón de 5 cada 2 segundos) como una máquina a lo lejos. El canto es una serie lenta y periódico de notas «FWik-m», repetidas por hasta 10 segundos. Esto a veces termina en silbidos rápidos como «foo-foo» con la calidad de los sonidos similar a la obtenida cuando se sopla aire a través de una botella abierta. Un llamado descrito como «uk-krukroo» atribuido a esta especie por Ali y Ripley en su Handbook es erróneo, ya que este es el llamado del autillo oriental (Otus sunia).

## Taxonomía
Las poblaciones indias (nominales) y de Sri Lanka (ssp. Kelaarti) se incluyen en esta especie, mientras jotaka (cuya coloración de huevos y canto difieren) se ha separado y elevado a una especie completa por Rasmussen y Anderton (2005). Las poblaciones que se encuentran a lo largo de la cordillera del Himalaya, al oeste de Hazara hasta Bután y el sur de Bangladés, hazarae, son tratados como una subespecie de Caprimulgus jotaka en esta obra. Registros de jotaka han llegado de las islas Andamán y Phuntsholing.
Los tratamientos más antiguos incluyen una amplia distribución (China, Japón) de las subespecies migratorias jotaka y phalaena (islas Palau) en esta especie. Su nombre científico significa «chotacabras de la India», por lo que es a veces es confundido con C. asiaticus, conocido comúnmente como el chotacabras indio. Para distinguirlos, en épocas anteriores C. indicus fue conocido como el gran chotacabras indio.

## Comportamiento
El chotacabras de junga se vuelve activo al anochecer, a menudo sobre pastizales o matorrales de las colinas, encaramándose regularmente en las bases prominentes descubierta preferidas o rocas. Se refugia en los árboles, encaramándose a lo largo a lo largo de una rama. La temporada reproductiva en la India es de enero a junio y de marzo a julio en Sri Lanka. El nido es un parche desnudo en el suelo en el que ponen dos huevos. Ambos padres incuban los huevos por alrededor de 16 a 17 días.